# Literatura kaszubska
Literatura kaszubska – literatura piękna tworzona w języku kaszubskim lub o tematyce kaszubskiej.

## Literatura kaszubskojęzyczna

### Do XIX wieku

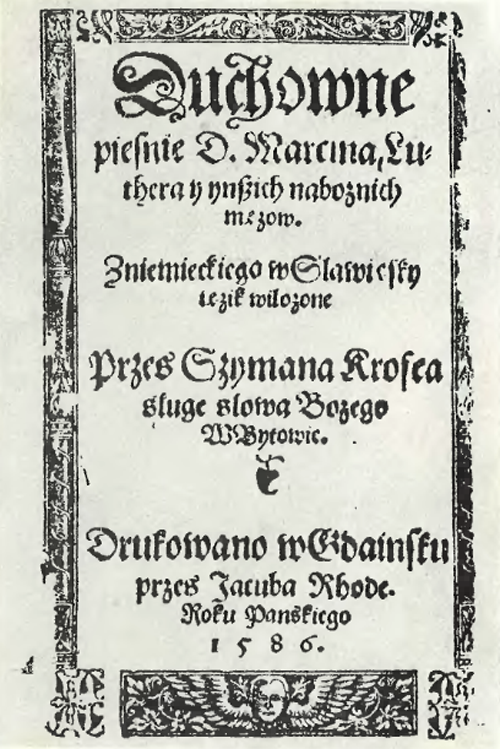
Duchowne piesnie Dra Marcina Luthera i inszich naboznich męzow Szymona Krofeya z 1586 roku

Pierwszymi tekstami kaszubsko/pomorskojęzycznymi były różnego rodzaju modlitewki, zaklinania oraz formułki zawierające w sobie pozostałości wierzeń Pomorzan. Za najstarsze dzieła spisane po kaszubsku uważa się "Dutki brzeskie" zapisane w 1402. Teksty te ze względu na charakter zapisu urzędowego nie mają w większości wartości literackich. Kolejnymi już literackimi dziełami były Duchowne piesnie Dra Marcina Luthera i inszich naboznich męzow Szymona Krofeya z roku 1586 i Mały Catechism Niemiecko Wándalski abo Slowięski Michała Pontanusa z roku 1643. Teksty te wydawane najczęściej w Gdańsku oraz Toruniu były publikowane na potrzeby Kościoła. Dzieła te były napisane w dużej mierze nie w języku kaszubskim a w języku polskim z dużą ilością form oraz słów kaszubskich.

### Wiek XIX
Język kaszubski na początku XIX wieku stał się przedmiotem zainteresowań naukowców rosyjskich. Na skutek sugestii Mrongowiusza co do podobieństwa języka kaszubskiego i rosyjskiego zaczęto interesować się Kaszubami. W związku z tym została utworzona na Uniwersytecie Petersburskim katedra języków i literatury słowiańskiej. Rosyjscy językoznawcy próbowali potwierdzić lub zaprzeczyć sugestii Mrongowiusza i zebrali teksty kaszubskie. Badania te spowodowały znaczny wzrost zainteresowania kulturą Kaszubów.
Za początek literatury kaszubskiej przyjmuje się rok 1843, kiedy w wydawanym w Warszawie czasopiśmie Jutrzenka. Przegląd Słowiański ukazały się dwa teksty Floriana Ceynowy: Wiléjá Noveho Roku i Szczōdráki. Ceynowa opracował pierwszy zarys gramatyki kaszubskiej, przetłumaczył fragmenty katechizmu. Zebrał i opublikował kaszubskie bajki i opowieści ludowe. Dziełem Ceynowy jest również stworzenie pierwszego systemu zapisu języka kaszubskiego.

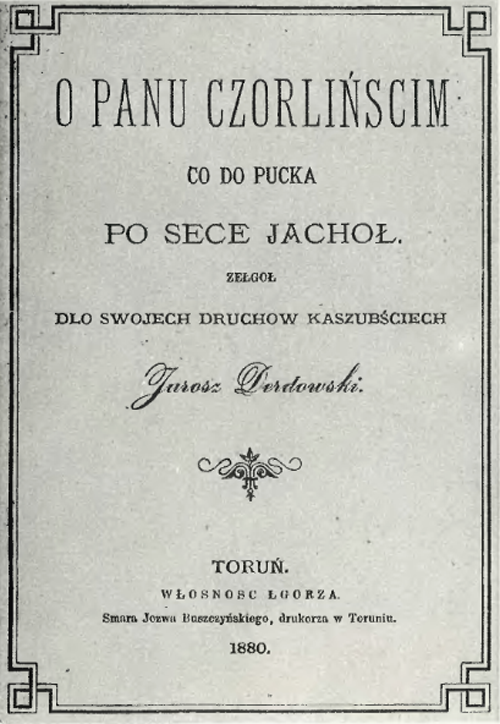
J.H. Derdowski, O Panu Czorlińścim co do Pucka po sece jachoł, Toruń 1880

Ideę tworzenia w języku kaszubskim kontynuował Hieronim Derdowski. Na emigracji w USA wydawał kaszubskojęzyczne pismo Wiarus. Był też autorem epopei O panu Czôrlińscim co do Pucka po sece jachôł.

### Wiek XX
Na początku XX wieku zaczęła tworzyć się grupa literatów kaszubskich nazywanych młodokaszubami. Jej lider – Aleksander Majkowski – wydawał od 1908 pismo Gryf. Najważniejszym dziełem Majkowskiego jest uznawana za największe dzieło literatury kaszubskiej powieść Życie i przygody Remusa, wydana już po śmierci autora w 1938. Powieść tę przetłumaczono na języki polski, francuski, niemiecki i angielski.
Do grona młodokaszubów należeli też m.in. Jan Karnowski, autor tomów poezji Jô bëm leno chcôł i Nowotné spiéwë i wiersze oraz Leon Heyke, twórca Kaszëbsczich spiéwów oraz poematu Dobrogost i Miłosława.
Kolejną grupą kaszubskich literatów byli tzw. zrzeszeńcy, wywodzący się ze środowiska skupionego wokół wydawanego przed II wojną światową w Kartuzach pisma „Zrzesz Kaszëbskô”. Do pokolenia zrzeszeńców należeli m.in. Aleksander Labuda, Jan Trepczyk, Jan Rompski i Franciszek Grucza. Działalność zrzeszeńców przypadła w dużej mierze na trudne lata PRL, kiedy język kaszubski został oficjalnie uznany za dialekt języka polskiego i był prześladowany. Powstały wówczas m.in. zbiór felietonów Aleksandra Labudy Guczów Mack gôdô, tłumaczenia fragmentów Biblii autorstwa Franciszka Gruczy, oraz liczna poezja, której najwybitniejszym twórcą był Jan Trepczyk.
W czasach PRL debiutowali nowi pisarze kaszubskojęzyczni, jak Jan Piepka, Alojzy Nagel i Jan Drzeżdżon, a w późniejszym okresie także Stanisław Pestka, Stefan Fikus, Marian Majkowski, Eugeniusz Pryczkowski i Stanisław Janke.

### Współczesność
Odrodzenie literatury kaszubskiej nastąpiło po 1990 roku. Obecnie ukazuje się wiele pozycji kaszubskojęzycznych (głównie tomiki poezji), a także jako dodatek do miesięcznika Pomerania kwartalnik literacki Stegna.
Za najwybitniejszych twórców młodego pokolenia można uznać Idę Czaję, Romana Drzeżdżona czy Tomasza Fopkego.

## Literatura w języku polskim
Wielu kaszubskich pisarzy tworzyło również w j. polskim. Do najwybitniejszych polskojęzycznych pisarzy kaszubskich należą Lech Bądkowski, Franciszek Fenikowski, Róża Ostrowska czy Jerzy Samp.